# Pseudolycopodiella tatei
Pseudolycopodiella tatei là một loài thực vật có mạch trong Họ Thạch tùng. Loài này được (A.C. Sm.) Holub miêu tả khoa học đầu tiên năm 1991.